# Laguna de Bay

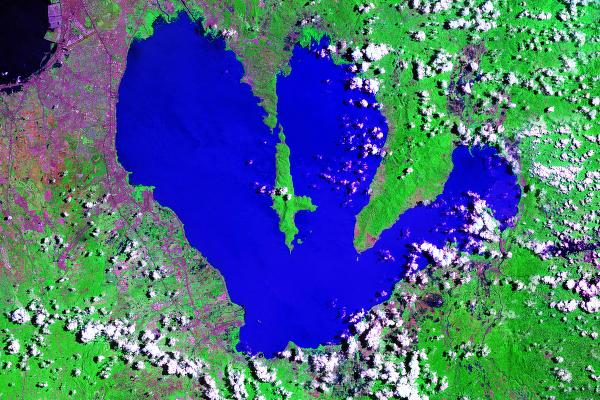
Laguna de Bay

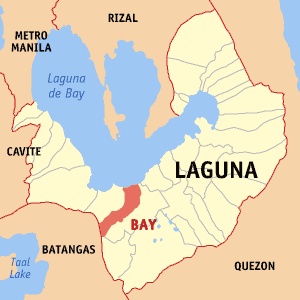
Laguna de Bay và đô thị tự trị Bay được tô màu đỏ

Laguna de Bay (Tiếng Filipino: Lawa ng Bay, Tiếng Anh: Lake of Bay) là hồ lớn nhất Philippines và là hồ nước ngọt lớn thứ ba tại Đông Nam Á (về diện tích bề mặt) sau hồ Tonlé Sap ở Campuchia và Hồ Toba ở Sumatra, Indonesia. Laguna de Bay nằm trong hòn đảo Luzon, giữa tỉnh Laguna ở phía nam và tỉnh Rizal ở phía bắc. Metro Manila nằm ở phía tây của hồ. Diện tích mặt hồ là 949 km² và chiều sâu trung bình của hồ chỉ khoảng 2 m. Hình dạng của hồ gần giống như chữ "W" với hai bán đảo nhô ra từ bờ phía bắc. Giữa các bán đảo là một hõm núi lửa. Nước từ hồ Laguna de Bay chảy ra vịnh Manila qua sông Pasig. Hồ này là nguồn cung cấp cá nước ngọt chính cho cả nước. Có một hòn đảo lớn trong vịnh là Đảo Talim, thuộc địa giới hành chíh của tỉnh Rizal.

## Tên gọi
"Laguna de Bay" là từ tiếng Tây Ban Nha cổ cho "Hồ của Bay". "Laguna" trong tiếng Tây Ban Nha có nghĩa là "Hồ" và "Bay" (phát âm là bä'ï) là tên một đô thị ở tỉnh Laguna, dọc theo bờ nam của hồ.

## Địa lý
Laguna de Bay được cho là được hình thành bởi sự phun trào của hai ngọn núi lửa chính, khoảng 1 triệu và 27000 hay 29000 năm trước đây. Dấu tích còn lại của núi lửa được biểu hiện bởi sự có mặt của các miệng núi lửa ở cực nam của Đảo Talim.
Laguna de Bay là hồ nước ngọt nông có diện tích lớn, hồ nằm ở trung tâm của đảo chính Luzon của Philippines với tổng diện tích là 911,36 km² và bờ dài tới 220 km.
Hồ được cung cấp nước bởi một lưu vực rộng 45.000 km² với 21 phụ lưu chính. Trong đó, sông Pagsanjan chiếm 35% lượng nước cung cấp cho hồ và sông Santa Cruz chiếm 15%.